# Dia Porpra
El Dia Porpra o Dia Mundial per a la Conscienciació de l'Epilèpsia, també anomenat Dia Morat, és una diada de conscienciació sobre l'epilèpsia d'abast internacional que té lloc cada 26 de març d'ençà del 2008.
L'objectiu principal és proporcionar-ne informació verídica i lluitar contra els mites que l'envolten per a desestigmatitzar les persones que en tenen. S'organitzen actes entorn d'aquesta condició i es proposa de vestir de porpra per a visibilitzar el suport a la comunitat epilèptica simbòlicament.

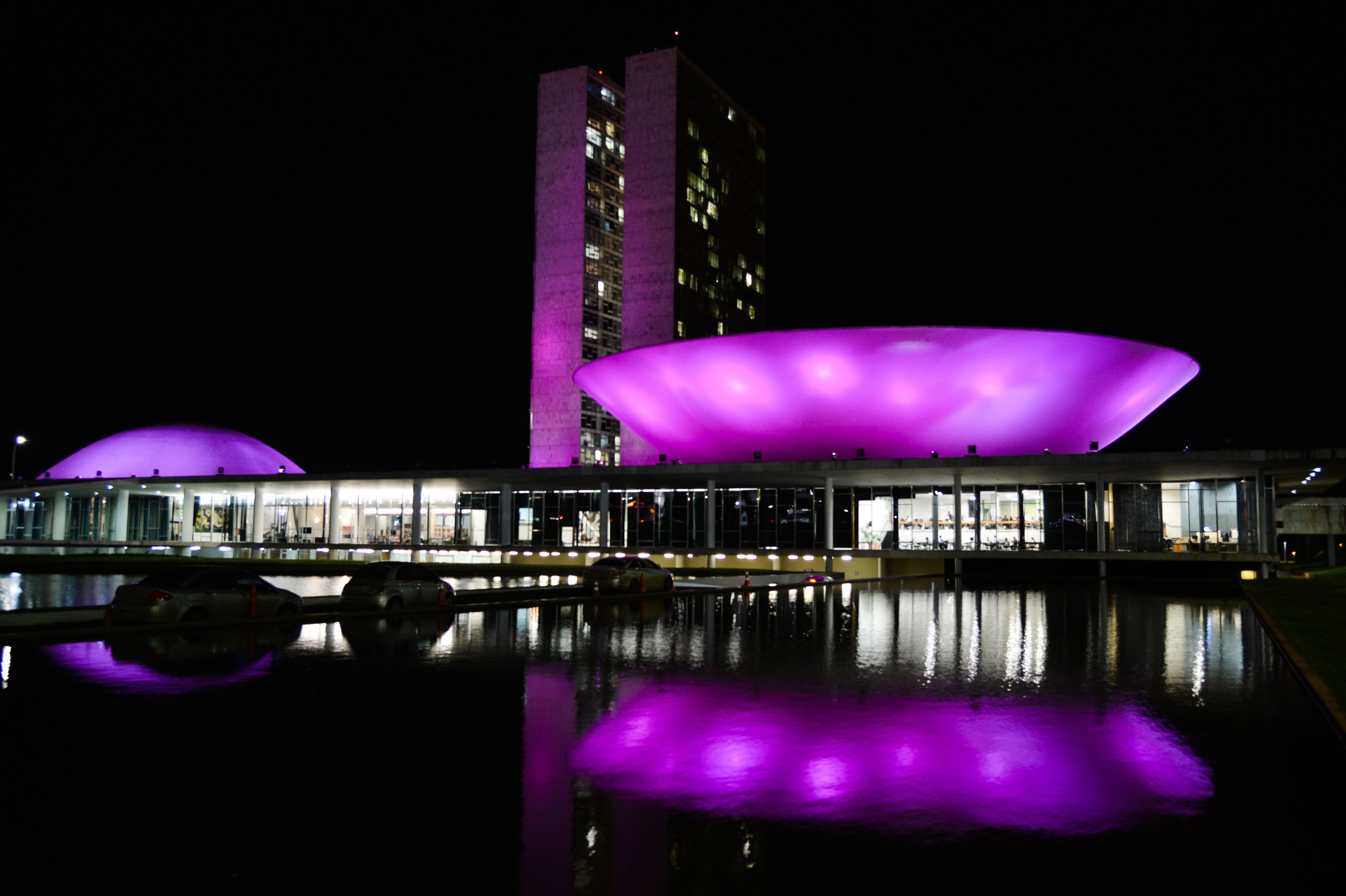
El Congrés Nacional del Brasil il·luminat de porpra la diada del 2015.

Hi participen desenes de països i fins i tot habitants de l'Antàrtida.
La commemoració va ser ideada el 2008 per una nena de Nova Escòcia anomenada Cassidy Megan, que de seguida va disposar de l'ajut de l'Associació d'Epilèpsia de Nova Escòcia per a gestionar-la. També va rebre l'acompanyament de la Fundació Anita Kaufmann per a executar la iniciativa.
El nom ve de l'associació típica del porpra amb la malaltia. Aquesta vinculació neix de la connexió que es fa en algunes cultures de la flor d'espígol amb la soledat, un sentiment freqüent per als individus epilèptics.
Durant la jornada del 2017, la Fundació Anita Kaufmann va batre el rècord Guinness de la sessió d'entrenament d'epilèpsia més nombrosa de la història.